# Morro Castle (schip, 1930)

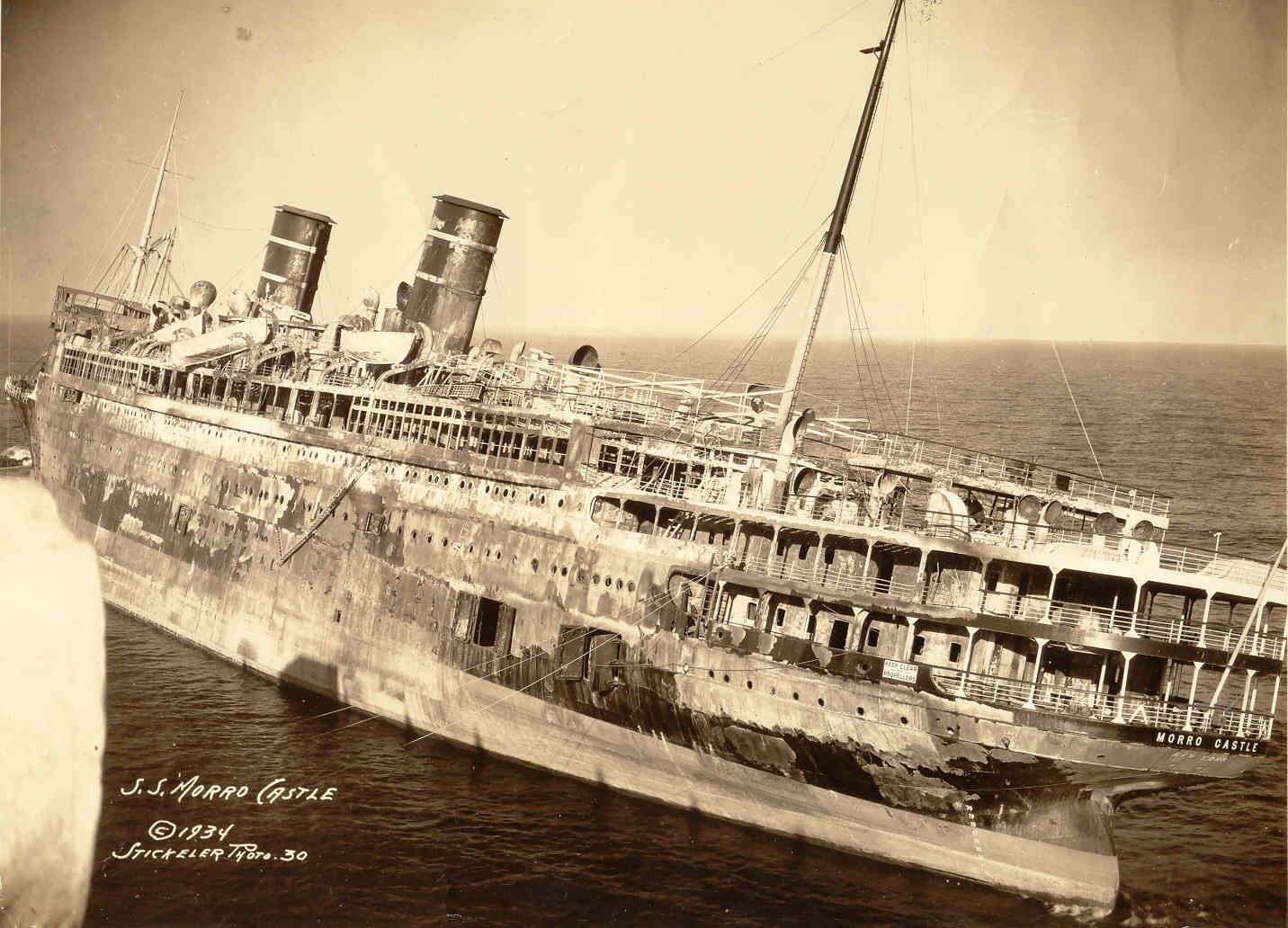
Het uitgebrande wrak

De SS Morro Castle was een Amerikaans passagiersschip van de rederij Ward Line op de lijn New York - Havana.

## De ramp
In september 1934 was de Morro Castle op terugreis van Havana met 316 passagiers en 231 bemanning aan boord onder het bevel van kapitein Robert Wilmott. De kapitien stierf aan een hartaanval op 7 september en zodoende was het William Warms die het commando overnam toen op 8 september op amper 6 mijl voor de kust van New Jersey brand vastgesteld werd.
Een steward probeerde eerst het vuur te blussen, maar vergat de brug in te lichten. Die werd pas na één uur op de hoogte gebracht van de brand. Door het gebrek aan brandoefeningen en brandslangen kreeg men de brand niet onder controle.
Uiteindelijk besloot men het schip te evacueren waarbij de bemanningsleden als eersten van boord gingen. Naar verluidt zouden in de eerste reddingsboot 92 bemanningsleden en slechts 6 passagiers gezeten hebben. Tijdens de ramp vielen er 137 dodelijke slachtoffers. Herbert Saffir overleefde de ramp. Het wrak strandde later bij Asbury Park.
Na de ramp werden de eigenaar en de bemanning schuldig bevonden en moest er een schadevergoeding worden betaald. Warms kreeg 2 jaar cel voor nalatigheid en de eerste machinist kreeg 5 jaar omdat hij als eerste in een reddingsboot zat. Een ander gevolg van de ramp was dat de veiligheidsvoorschriften op Amerikaanse schepen werden aangescherpt.